# Enth E Nd/Frgt/10
Enth E Nd/Frgt/10 è un singolo promozionale del gruppo musicale statunitense Linkin Park, pubblicato nel luglio 2002 ed estratto dall'album di remix Reanimation.

## Descrizione
Pubblicato per promuovere l'album Reanimation, contiene i remix dei brani In the End e Forgotten (entrambi presenti in Hybrid Theory) e le relative versioni strumentali.
Frgt/10 inoltre uscì come singolo promozionale in Messico.

## Video musicali

### Enth E Nd
Il video, diretto da Jason Goldwach, mostra Mike Shinoda e Motion Man intenti a cantare il brano mentre KutMasta Kurt esegue i vari scratch. Nessun altro membro dei Linkin Park appare nel video.

### Frgt/10
Diretto da Joshua Cordes e realizzato interamente in computer grafica, esso mostra una persona in tuta e maschera da gas intenta a girare per una città in degrado disegnando sui muri il logo del gruppo attraverso una bombola di vernice, il cui spruzzatore è posizionato sull'indice della mano destra. Da ogni logo disegnato sulle pareti, fuoriesce a poco a poco della vegetazione. Successivamente, la persona viene scoperta dalle autorità antisommossa, le quali tentano di catturarla. Durante la fuga sui tetti per evitare di essere raggiunta da un elicottero, la persona perde accidentalmente la bombola, la quale cade a terra e viene esaminata dalle autorità. Riuscita infine a seminare la polizia, la persona entra nella propria abitazione entrando dalla finestra e, rivelatasi essere una donna non appena tolta la maschera, si addormenta sul proprio letto.

## Tracce
CD promozionale (Stati Uniti), LP promozionale (Stati Uniti)
1. Enth E Nd (Album Version) – 4:03
2. Enth E Nd (Instrumental) – 4:02
3. Frgt/10 (Album Version) – 3:32
4. Frgt/10 (Instrumental) – 3:31

## Formazione
Hanno partecipato alle registrazioni, secondo le note di copertina di Reanimation:
Gruppo
- Chester Bennington – voce
- Rob Bourdon – batteria, cori
- Brad Delson – chitarra, basso, cori
- Joseph Hahn – giradischi, campionatore, cori, scratch (Frgt/10)
- Mike Shinoda – rapping, voce, campionatore
- Phoenix – cori

Altri musicisti
- KutMasta Kurt – riarrangiamento (Enth E Nd)
- Motion Man – rapping (Enth E Nd)
- Alchemist – riarrangiamento (Frgt/10)
- Chali 2na – rapping (Frgt/10)

Produzione
- Mike Shinoda – produzione
- Mark "Spike" Stent – missaggio
- David Treahearn – assistenza al missaggio
- Paul "P-Dub" Walton – ingegneria Pro Tools
- Brian "Big Bass" Gardner – mastering, montaggio digitale